# Omsorg og aktivering
|  | Denne artikel er oprettet af botten Steenthbot ud fra en ekstern database. Den kan derfor have sproglige fejl eller mangler. Denne skabelon kan fjernes efter kontrol af indholdet. |

Omsorg og aktivering er en dansk dokumentarfilm fra 1969 instrueret af Nicolai Lichtenberg og efter manuskript af Erik Witte.

## Handling
Filmen viser hvordan man hjælper de ældre til at klare sig i deres eget hjem. så længe som muligt, dels ved at sikre dem økonomisk, dels ved at yde dem hjælp til indretning af boligen, ved hjemmehjælp og hjælp til pleje i hjemmet m.v. Desuden vises en række eksempler på aktivering af de ældre gennem klubarbejde, dagcentre, feriehjem, højskoler, rejser m.v.